# Microbriza
Microbriza és un gènere monotípic de plantes de la família de les poàcies. La seva única espècie: Microbriza poimorpha, és originària de Sud-amèrica.
Alguns autors ho consideren un sinònim del gènere Briza.

## Descripció
És una herba perenne. Culms de 50-70 cm de llarg. Lígula una membrana ciliada. Làmines foliares filiformes, o lineals. La inflorescència en forma d'una panícula oberta amb espiguetes solitàries. Espiguetes fèrtils pedicel·lades. Les espiguetes comprenen 2-3 flòsculs fèrtils, amb una extensió raquilla estèril. Espiguetes orbiculars, lateralment comprimides, 1.5-2 mm de llarg; trencant en la maduresa; desarticulant-se sota cada flòscul fèrtil, o per sobre de les glumes però no entre flòsculs. glumes persistents, aconseguint l'àpex dels flòsculs, més prima que la lemma fèrtil.

## Taxonomia
Briza poimorpha va ser descrita per (J.Presl) Parodi exNicora i Rúgolo i publicat a Darwiniana 23(1): 295. 1981.
Etimologia
Microbriza: nom genèric que es refereix al fet que és similar però més petit que Briza.
poimorpha: epítet
Sinonímia
- Microbriza poomorpha